# 蒙茅斯鎮區 (愛荷華州傑克遜縣)
蒙茅斯鎮區（英語：Monmouth Township）是位於美國愛荷華州傑克遜縣的一個行政鎮區。

## 地方資料
根據2010年美國人口普查的數據，蒙茅斯鎮區的面積為94.87平方千米，當中陸地面積為94.85平方千米，而水域面積為0.02平方千米。當地共有人口2225人，而人口密度為每平方千米23.45人。